# Hélène Cixous
Hélène Cixous francuska je književnica i kritičarka. Tijekom znanstvene karijere primarno je bila članica Centre universitaire de Vincennes (današnje Osmo sveučilište u Parizu) koji je suosnovala u 1969. godini te ondje stvorila prvi centar za ženske studije na sveučilištu u Europi. Poznata je po eksperimentalnom stilu pisanja te kao svestrana spisateljica i mislilac, napisavši preko 70 knjiga raznih žanrova: dramska djela, književne i feminističke teorije, umjetničke kritike, autobiografije i poetske fikcije.
Prvi je put privukla pozornost javnosti u 1969. djelom Dedans („Iznutra”), prvom djelom u žanru fikcije i poluautobiografskim romanom s temama identiteta, sjećanja, smrti i pisanja kojim je osvojila Prix Médicis nagradu. Najpoznatije joj je djelo esej „Smijeh Meduze” objavljen 1976. kojim se uspostavila kao ranija figura u tradiciji poststrukturalnog feminizma. Surađivala je s brojnim umjetnicima i režiserima poput Adela Abdessemeda, Pierrea Alechinskyja, Simone Benmussa, Jacquesom Derridom, Simonom Hantaïjem, Danielom Mesguichom i Ariane Mnouchkine. Smatra se da je ozbiljan kandidat za Nobelovu nagradu za književnosti.

## Život i karijera

### Osobni život
Cixous se rodila u Oranu u Francuskom Alžiru u židovskoj obitelji. Roditelji su joj Eve Cixous, rođ. Klein, i George Cixous. George Cixous bio je doktor koji je umro od tuberkuloze 1948. godine, od iste bolesti o kojoj je napisao diplomski rad. Uslijed njegove smrti, Eve Cixous zaposlila se kao babica u gradu Alžiru te je posao zadržala do izbačaja francuskog bolničkog osoblja u 1971. godini. Hélèneinog brata Pierrea, studenta medicine i zagovornika alžirske nezavisnosti, Tajna oružana organizacija (francuska paravojna postrojba i teroristička organizacija iz doba Alžirskog rata za nezavisnost) je osudila na smrt te je sa sestrom pobjegao u Bordeaux. S njihovom se majkom vratio u Alžir proglašenjem nezavisnosti u 1962. godini te su oboje privedeni. Pušteni su tek uz pomoć odvjetnika predsjednika Ahmeda Ben Belle na Hélèneinu zamolbu.
Hélène Cixous udala se za Guya Bergera 1955. godine te su imali troje djece: Anne-Emanuelle (rođ. 1958.), Stéphane (1960. – 1961.) i Pierrea-Françoisa (rođ. 1961.). Par se razveo 1964. godine.

### Znanstvena karijera
Cixous je postaja agrégé engleskoga jezika u 1959. i doktor književnosti u 1968. godini. Glavni interes joj je u to doba bio književnost engleskoga jezika i djela Jamesa Joycea. Postala je asistentica na Sveučilištu u Bordeauxu 1962. godine, a bila je docent na Sveučilištu u Sorbonni od 1965. do 1967. godine. Kao docentica je zaposlena i u Sveučilištu Paris Nanterre u 1967.
U 1968. godini, uslijed nemira francuskih studenata, Cixous je bila zadužena za osnivanje Osmog sveučilišta u Parizu, „stvorenog kao alternativa tradicionalnom francuskom akademskom okruženju.” Cixous zatim, u 1974. godini, osniva prvi centar za ženske studije na sveučilištu u Europi. Danas je profesorica na Osmom sveučilištu u Parizu te u European Graduate School u Saas-Feeu u Švicarskoj.
Uz Luce Irigaray i Juliu Kristevu, Cixous se smatra jednom od osnivateljica poststrukturalne feminističke teorije. U 1970-ima je počela pisati o poveznici između seksualnosti i braka. Poput drugih teoretičara poststrukturalnog feminizma, Cixous vjeruje da je seksualnost ima izravnu poveznicu s komunikacijom u društvu. U 1975. godini, Cixous je objavila svoje najutjecajnije djelo, esej „Smijeh Meduze”.

### Priznanja i nagrade
Cixous ima počasne diplome s 8 sveučilišta u 4 države. U 2008. godini imenovana je za A. D. White Professor-at-large titulu Sveučilišta Cornell koju je nosila sve do 2014. godine.

## Utjecaji
Najveći utjecaji na Cixousin rad bili su Jacques Derrida, Sigmund Freud, Jacques Lacan i Arthur Rimbaud.

### Sigmund Freud
Psihoanalist Sigmund Freud postavio je teorije koje će služiti kao temelj Cixousinih argumenata u vezi s psihologijom razvoja. Freudova analiza rodnih uloga i seksualnog identiteta određuje različite pravce za mušku i žensku djecu, tj. Edipov i Elektrin kompleks, teorije koje je Cixous posebice kritizirala. Uz druge teoretičare, zagovarala je ideju da je Freud ignorirao činjenicu da su njegovi pacijenti bili žrtve spolnog uznemiravanja i silovanja u dječjoj dobi. Posljedicom toga, pristaše ove teorije smatraju da je Freud odlučio protumačiti ta iskustva kao zamišljena i produkte fantaziranja o incestu (engleski: „The Freudian Coverup”).

### Jacques Derrida
Derrida i Cixous oboje su francuski židovi odrasli u Alžiru te su dugogodišnji prijatelji.
Teorijom dekonstrukcije, Derrida je uveo pojam logocentrizma, koji razlaže oslanjanje jezika na hijerarhijski sustav koji u društvu razvijenog svijeta daje prioritet izgovorenoj riječi preko pisane. Tako predstavlja binarnu suprotnost, koja je temeljni dio Cixousinih stavova o jeziku.
Cixous i Irigaray spojile su Derridinu koncepciju logocentrizma s lakanskim simbolom požude, tvoreći tako pojam falogocentrizma (prema eng. „phallus”, penis). Ta se teorija bavi Derridinom društveno uvjetovanom strukturom govora te binarnom suprotnosti kao središtem odnosa u jeziku. Prema tome, falogocentrizam nalaže da je ono „muško” privilegirano, a „žensko” definirano manjkom te da stoga A nije suprotstavljeno B, već je A suprotstavljeno onome što A nije (A naspram ¬A).

### Smijeh Meduze(1975.)
Cixousin kritički feministički esej „Smijeh Meduze” (francuski: Le Rire de la Méduse) objavljen je 1975. godine, a na engleski su ga jezik preveli Paula i Keith Cohen 1976. godine. Postao je ključan tekst u feminističkoj književnoj kritici zbog uvoda ideje ženskog pisma (francuski: écriture féminine), razvoj ideje „ženske rečenice” koju je prethodno uvela Virginia Woolf. U oba slučaja naglasak je na psihoanalitičkom razlikovanju simboličkoga i nesvjesnoga. Cilj je odbiti racionalno i simboličko, koje se u teoriji u sklopu društvenog poretka smatra istovjetno „muškome”, i bezrezervno prihvatiti besmisleno i nelogično, koje se u feminističkoj kritici često analizira kao karakteristika nadjenuta „ženskomu”. 

#### Kritički tekstovi
- L'Exil de James Joyce ou l'Art du remplacement (The Exile of James Joyce, or the Art of Displacement). 1969. (1985).
- Prénoms du personne. Seuil. 1974.
- Un K. incompréhensible: Pierre Goldman. Christian Bourgois. 1974.
- La jeune née. U.G.E. Collection 10/18. 1974.
- La venue à l'écriture. U.G.E. Collection 10/18. 1977.
- Entre l'écriture. Des femmes. 1986.
- L'heure de Clarice Lispector, précédé de Vivre l'Orange. Des femmes. 1989.
- Hélène Cixous, Photos de Racines. Des femmes. 1994.
- Portrait de Jacques Derrida en jeune saint juif [Portrait of Jacques Derrida as a Young Jewish Saint]. Galilée. Pariz. 2001. ISBN 978-2-718-60556-2

#### Knjige
- Le Prénom de Dieu. Bernard Grasset. 1967.
- Dedans. Grasset. Paris. 1969. ISBN 978-2-721-00298-3
- Le Troisième Corps. Grasset. 1970. ISBN 978-2-721-00479-6
- Les Commencements. Grasset. 1970. ISBN 978-2-721-00481-9
- Un vrai jardin. L'Herne. 1971. ISBN 978-2-721-00473-4
- Neutre. Grasset. 1972. ISBN 978-2-721-00476-5
- Tombe. Le Seuil. 1973.
- Portrait du Soleil. Denoël. 1973. ISBN 978-2-020-96635-1
- Révolutions pour plus d'un Faust. Le Seuil. 1975
- Souffles. Des femmes. 1975. ISBN 978-2-721-00029-3
- La. Gallimard. 1976.
- Partie. Des femmes. 1976. ISBN 978-2-721-00051-4
- Angst. Des femmes. 1977. ISBN 978-0-714-53905-8
- Préparatifs de noces au-delà de l'abîme. Des femmes. 1978. ISBN 978-2-721-00117-7
- Vivre l'orange [To live the orange]. Des femmes. 1979. ISBN 978-2-721-00158-0
- Ananké. Des femmes. 1979. ISBN 978-2-721-00157-3
- Illa. Des femmes. 1980. ISBN 978-2-721-00180-1
- With ou l'Art de l'innocence. Des femmes. 1981. ISBN 978-2-721-002136-
- Limonade tout était si infini. Des femmes. 1982. ISBN 978-2-721-00230-3
- Le Livre de Promethea [The Book of Promethea]. Gallimard. Pariz. 1983. ISBN 978-2-070-70010-3.
- La Bataille d'Arcachon: un conte. Laval: Éd. Trois. Québec. 1986. ISBN 978-2-980-05352-8
- Manne. Des femmes. 1988. ISBN 978-2-721-00369-0
- Jours de l'an [First days of the year]. Des Femmes. 1990. ISBN 978-2-721-00394-2
- L'Ange au secret. Des femmes. 1991. ISBN 978-2-721-00412-3
- Déluge. Des femmes. 1992. ISBN 978-2-721-00431-4
- Beethoven à jamais, ou l'éxistence de Dieu'. Des femmes. 1993. ISBN 978-2-721-00446-8
- La Fiancée Juive: de la tentation. Des femmes. 1995. ISBN 978-2-721-004581-
- Or: Les lettres de mon père. Des femmes. 1997. ISBN 978-2-721-00466-6
- Voiles (with Jacques Derrida). Des femmes. 1998. ISBN 978-2-718-60504-3
- Osnabrück. Des femmes. 1999. ISBN 978-2-721-00477-2
- Les Rêveries de la femme sauvage. Scènes primitives. Galilée. 2000
- Le Jour où je n'étais pas là. Galilée. 2000
- Benjamin à Montaigne. Il ne faut pas le dire. Galilée. 2001.
- Manhattan. Lettres de la préhistoire. Galilée. 2002.
- Rêve je te dis. Galilée. 2003.
- L'Amour du loup et autres remords. Galilée. 2003.
- Tours promises. Galilée. 2004.
- L'amour même dans la boîte aux lettres. Galilée. 2005.
- Hyperrêve. Galilée. 2006.
- Si près. Galilée. 2007.
- Cigüe: vieilles femmes en fleurs. Galilée. 2008.
- Philippines: prédelles. Galilée. 2009.
- Ève s'évade: la ruine et la vie. Galilée. 2009.
- Double Oubli de l'Orang-Outang [Double Oblivion of the Ourang-Outang]. Prijevod: Garnier, Lucy; Dow, Suzanne. Galilée. 2010.
- Ruines bien rangées published by Éditions Gallimard, 2020.

#### Drame
- La Pupulle, Cahiers Renaud-Barrault, Gallimard, 1971.
- Portrait de Dora, Des femmes, 1976.
- Le Nom d'Oedipe. Chant du corps interdit, Des femmes, 1978.
- La Prise de l'école de Madhubaï, Avant-scène du Théâtre, 1984.
- L'Histoire terrible mais inachevée de Norodom Sihanouk, roi du Cambodge, Théâtre du Soleil, 1985.
- Théâtre, Des femmes, 1986.
- L'Indiade, ou l'Inde de leurs rêves, Théâtre du Soleil, 1987.
- On ne part pas, on ne revient pas, Des femmes, 1991.
- Les Euménides d'Eschyle (traduction), Théâtre du Soleil, 1992.
- L'Histoire (qu'on ne connaîtra jamais), Des femmes, 1994.
- "Voile Noire Voile Blanche / Black Sail White Sail", bilingual, trad. Catherine A.F. MacGillivray, New Literary History 25, 2 (Spring), Minnesota University Press, 1994.
- La Ville parjure ou le Réveil des Érinyes, Théâtre du Soleil, 1994.
- Jokasta, libretto to the opera of Ruth Schönthal, 1997.
- Tambours sur la digue, Théâtre du Soleil, 1999.
- Rouen, la Trentième Nuit de Mai '31, Galilée, 2001.
- Le Dernier Caravansérail, Théâtre du Soleil, 2003.
- Les Naufragés du Fol Espoir, Théâtre du Soleil, 2010.

#### Izabrani eseji
- L'Exil de James Joyce ou l'Art du remplacement (doctoral thesis), Grasset, 1969.
- Prénoms de personne, Le Seuil, 1974.
- The Exile of James Joyce or the Art of Replacement (translation by Sally Purcell of L'exil de James Joyce ou l'Art du remplacement). New York: David Lewis, 1980.
- Un K. Incompréhensible : Pierre Goldman, Christian Bourgois, 1975.
- La Jeune Née, with Catherine Clément, 10/18, 1975.
- La Venue à l'écriture, with Madeleine Gagnon and Annie Leclerc, 10/18, 1977.
- Entre l'écriture, Des femmes, 1986.
- L'Heure de Clarice Lispector, Des femmes, 1989.
- Photos de racines, with Mireille Calle-Gruber, Des femmes, 1994.
- Lettre à Zohra Drif, 1998
- Portrait de Jacques Derrida en Jeune Saint Juif, Galilée, 2001.
- Rencontre terrestre, with Frédéric-Yves Jeannet, Galilée, 2005.
- Le Tablier de Simon Hantaï, 2005.
- Insister. À Jacques Derrida, Galilée, 2006.
- Le Voisin de zéro : Sam Beckett, Galilée, 2007.
- Défions l'augure, Galilée, 2018.